# Giovanni Bodeo da Stapelio
Giovanni Bodeo da Stapelio, o da Stapel (Ámsterdam, 1602-1636, ibíd.),,) fue un botánico neerlandés, conocido por sus comentarios, dibujos y ampliación, realizada hacia el año 1200, de la versión latina de la obra Historia plantarum de Teofrasto. La obra de Teofrasto siguió siendo referencia obligada para los botánicos de occidente, durante la Edad Media. Esta versión latina tiene 1.200 páginas (más una cincuentena de ilustraciones en blanco y negro, fuera de texto). Los dibujos, de las plantas y sus partes, son muy esquemáticos pero muy fieles a la realidad. En el curso de los comentarios, Stapelio aprovecha para alargar las explicaciones ya bastante amplias de Teofrasto e ilustrar de manera casi enciclopédica las diversas especies botánicas y sus aplicaciones como, por ejemplo, desde los diversos tipos de fruto, en las plantas alimenticias, la producción de bálsamo, la descripción de las plantas cultivadas y espontáneas, el paralelismo entre especies, la cosecha de la canela, y como hacer carbón vegetal de los árboles.